# Holy Family University
La Holy Family University è un'università privata di indirizzo cattolico con sede a Filadelfia, nello stato americano della Pennsylvania.
L'Holy Family Teacher Training School fu fondata nel 1954 dalle Suore della Sacra Famiglia di Nazareth. Per i primi anni, il college rimase affiliato a The Catholic University of America